# Mérgezés
A mérgezés (intoxikáció) a szervezet kóros állapota, amelyet olyan külső vagy belső anyag(ok) hatása okoz, amely(ek) mérgező jellegű(ek) vagy dózisú(ak).

## Abnormális állapot, amelyet okozhat
- Méreg vagy más toxikus anyag
- Túlzott alkoholfogyasztás
- Érzelmi stimuláció vagy túlérzékenység
- Baktériumokat vagy vírusokat tartalmazó élelmiszerek

## Típusai

### A szervezet megváltozott állapotát okozó tényezők
- Élelmiszer-mérgezés és annak különböző formái, például bénító puhatestűek általi vízmérgezés
- Bakteriális toxinokkal korábban szennyezett élelmiszerek lenyelése

### A mérgezés időtartamától függően
- Krónikus (idült) mérgezés, amelyet ha kevésbé is igazolnak tünetek, mégis előrehaladhat, akkor is ha a személy már nincs kitéve a mérgező ágensnek
- Akut (heveny) mérgezés, rövid, de intenzív mérgezés. Az akut megnyilvánulások oka néha a szervezetben lévő toxinok felhalmozódása, és a végső expozíció után a jellegzetes tünetek és jelek fellobbanása

### A mérgező hatások a változó tényezők eredete alapján is megoszthatók
- Exogén (külső): eredete a szervezeten kívül van, például szén-monoxid-mérgezés
- Endogén (belső): eredete a szervezeten belül van, például a hiperazotémia esetében

## Fordítás
Ez a szócikk részben vagy egészben  az   Intossicazione című olasz Wikipédia-szócikk ezen változatának fordításán alapul.  Az eredeti cikk szerkesztőit annak laptörténete sorolja fel. Ez a jelzés csupán a megfogalmazás eredetét és a szerzői jogokat jelzi, nem szolgál a cikkben szereplő információk forrásmegjelöléseként.